# Québecair
Ne doit pas être confondu avec Québecair Express.
Québecair (code AITA : QB ; code OACI : QBA) était une compagnie aérienne québécoise opérant au Canada et aux États-Unis.

## Histoire
Québecair nait de la fusion par Roméo Crevier du Syndicat d'aviation du Golfe et d'Air Rimouski en 1953. Dès ses débuts, la compagnie dessert la Côte-Nord et la Gaspésie pour répondre aux besoins de transport régional, notamment pour les travailleurs des chantiers forestiers,. Son développement est soutenu par l’acquisition de petits appareils comme le Fleet Canuck, et elle devient rapidement un acteur régional de premier plan avec une flotte croissante, incluant des Douglas DC-3, un Beechcraft D-18 et deux DHC-2 Beaver, qui introduisent le vol aux instruments en 1954. En 1957, Québecair devient le premier transporteur canadien régional à utiliser des appareils turbopropulsés, avec deux Fairchild F-27, renforçant sa fiabilité et sa capacité.
Québecair absorbe Les Ailes du Nord et Matane Air Services en 1965, puis Air Fecteau en 1968 et Royale Air en 1969. La société fait l'acquisition de Convair 540 pour sa liaison vers Québec et de BAC 1-11 pour sa liaison vers Toronto.
Dans les années 1970, Québecair commence aussi des vols nolisés vers des destinations du sud, avec l'introduction de jets BAC 1-11 en 1969 pour des vols vers la Floride et les Caraïbes.

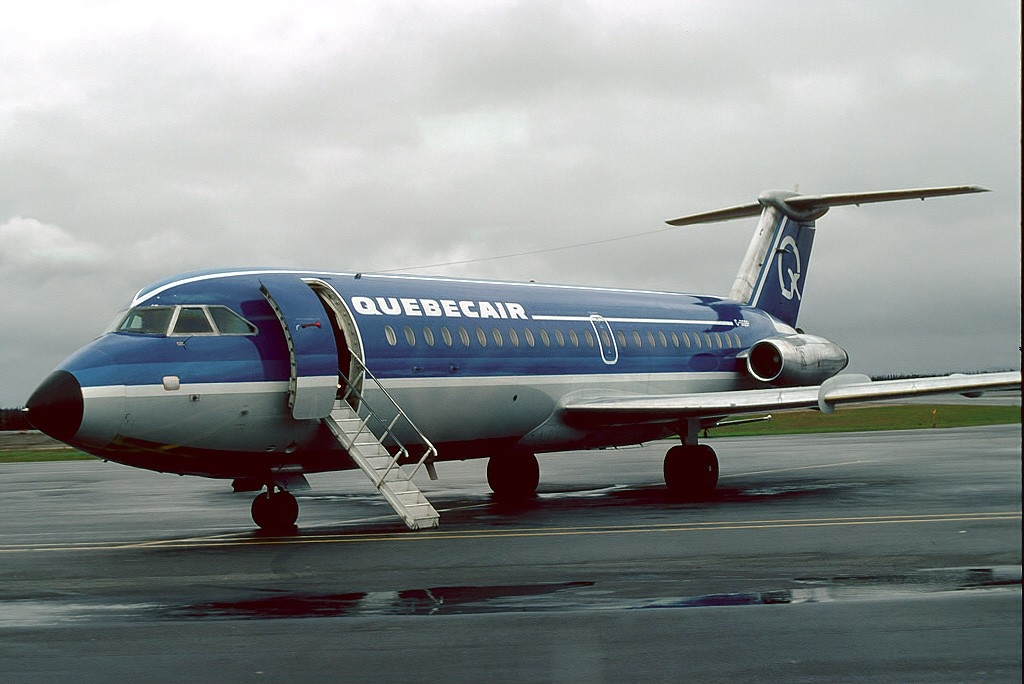
Québecair était surnommée « L'Oiseau bleu » en raison de la couleur de ses appareils et du volatile dans son logo.

En 1974, Québecair acquiert Air Gaspé et étend sa desserte vers le Nord-du-Québec, l'Ontario et l'ouest du Labrador,. Jouant un rôle déterminant dans le navettage des travailleurs du projet de la Baie-James, on lui attribue le surnom d'« Oiseau bleu » en raison de la couleur de ses aéronefs. Durant cette décennie, la compagnie ajoute des Boeing 707 et 727 à sa flotte.
À son apogée, la compagnie dessert une trentaine de destinations et emploie 1 200 personnes.

### Sauvetage par le Gouvernement et Crises Financières
En 1981, face à des difficultés financières croissantes attribuées à la concurrence d’Air Canada et à une hausse du prix du carburant, le gouvernement du Québec intervient pour éviter la faillite de Québecair en devenant actionnaire majoritaire,. Malgré cette aide, les déficits de la compagnie augmentent, notamment en raison de la baisse du trafic sur certaines lignes et de l’optimisation limitée de son réseau, qui reste fragmenté pour desservir les régions au détriment de la rentabilité.
Le 17 novembre 1982 a lieu un spectacle-bénéfice pour permettre la survie de Québec au Forum de Montréal. Le spectacle "Survie de Québécair" a attiré 9000 personnes pour voir Claude Dubois, Yvon Deschamps, Maurice Paquin, Mike Phelth, Sylvain Lelièvre et Céline Dion.
Elle se départit de tous ses appareils, à l'exception des F-27 et des BAC 1-11. Trois de ces derniers seront remplacés par des Boeing 737 en 1983, une tentative de modernisation de la flotte qui pèse lourdement sur les finances de la compagnie.
À la fin des années 1980, les compagnies aériennes canadiennes font face à des difficultés et doivent se restructurer. Québecair n'échappe pas à cette tendance : en 1986, malgré un soutien financier continu du gouvernement du Québec, sa situation reste précaire, avec un déficit cumulé de 80 millions de dollars depuis sa nationalisation. Dans le cadre de ses efforts de restructuration, Québecair tente d'acquérir Nordair, en offrant 16 dollars l'action, pour renforcer sa position sur le marché de l'est du Canada. Toutefois, CP Air remporte la bataille pour le contrôle de Nordair en janvier 1986, prenant une participation majoritaire de 65 %, tandis que Québecair conserve une part de 35 %. Cette participation sera vendue ultérieurement lors de la privatisation de la compagnie.
Elle est par la suite transigée à Canadian Pacific Airlines, elle-même vendu en 1987 à Pacific Western Airlines qui change de nom pour Canadian Airlines,. Une vingtaine d'anciens pilotes de Québecair ainsi que François Legault fondent Air Transat la même année.

## Destinations
| Destination              | Période | Réf    |
| ------------------------ | ------- | ------ |
| Baie-Comeau              |         | [ 15 ] |
| Baie-Johan-Beetz         |         |        |
| Blanc Sablon             |         | [ 7 ]  |
| Bonaventure              |         | [ 7 ]  |
| Boston Logan             |         | [ 7 ]  |
| La Malbaie               |         | [ 15 ] |
| Chevery                  |         |        |
| Chibougamau              |         | [ 15 ] |
| Churchill Falls          |         | [ 15 ] |
| Gagnon                   |         | ,      |
| Gaspé (Michel Pouliot)   |         | [ 15 ] |
| Harrington Harbour       |         |        |
| Havre-Saint-Pierre       |         | ,      |
| Radisson Grande-Rivière  |         | [ 15 ] |
| Les Îles-de-la-Madeleine |         | [ 15 ] |
| Kegaska                  |         |        |
| Matagami                 |         | [ 15 ] |
| Mont-Joli                |         | [ 15 ] |
| Montréal (P.-E.-Trudeau) |         | ,      |
| Montréal (Mirabel)       |         |        |
| Natashquan               |         |        |
| New York                 |         | [ 7 ]  |
| Port-Menier              |         | [ 7 ]  |
| Québec (Jean-Lesage)     |         | [ 15 ] |
| Roberval                 |         | [ 15 ] |
| Rouyn-Noranda            |         | [ 15 ] |
| Rimouski                 |         | [ 7 ]  |
| Saguenay-Bagotville      |         | ,      |
| Schefferville            |         | ,      |
| Sept-Îles                |         | [ 15 ] |
| Tête-à-la-Baleine        |         |        |
| Val-d'Or                 |         | ,      |
| Wabush                   |         | ,      |
| Toronto (Pearson)        |         | [ 7 ]  |

## Flotte
| Modèle                           | Image | Nombre | Années | Immatriculation                                       | Réf |
| -------------------------------- | ----- | ------ | ------ | ----------------------------------------------------- | --- |
| Douglas DC-3                     |       |        |        | - C-FGVZ - C-GQBD - C-GQBE - C-GQBF - C-GQBG - C-GQBH |     |
| De Havilland Canada DHC-2 Beaver |       |        |        |                                                       |     |
| Beechcraft Model 18              |       |        |        |                                                       |     |
| Douglas DC-4                     |       |        |        |                                                       |     |
| Convair 540                      |       |        |        |                                                       |     |
| Convair 580                      |       |        |        |                                                       |     |
| DHC-6 Twin Otter                 |       |        |        |                                                       |     |
| de Havilland Canada Dash 7       |       |        |        |                                                       |     |
| BAC 1-11                         |       |        |        | - CF-QBN - CF-QBO - CF-QBP - CF-QBR                   |     |
| Fairchild F-27                   |       |        |        | - CF-QBA - CF-QBD - CF-QBL - CF-QBZ                   |     |
| Fairchild F-28                   |       |        |        | - C-GQBS                                              |     |
| Douglas DC-8                     |       |        |        | - C-GQBA                                              |     |
| Boeing 707                       |       |        |        | - C-GQBG - C-GQBH                                     |     |
| Boeing 727                       |       |        |        | - C-GQBE                                              |     |
| Boeing 737                       |       |        |        | - C-GQBD - C-GQBH - C-GQBJ                            |     |

## Accidents et incidents
- Le 17 janvier 1956, l'aéronef CF-GVZ s'écrase à Oreway (Labrador) en route vers Sept-îles. L'équipage entier et un passager y perdent la vie[16].
- Le 13 juillet 1958, un incendie ravage entièrement l'aéroport de Rimouski-Est. La compagnie y perd cinq Douglas DC-3[17] et un Fairchild F.27[réf. nécessaire].
- Le 14 décembre 1972, Larry Maxwell Stanford, un mineur au chômage, pirate le vol 321 entre Wabush et Montréal, demandant d'être conduit à Vancouver. L'une des agentes de bord le convainc de laisser descendre les 52 passagers du BAC 1-11 à Montréal en échange de la présence de son père et d'un psychiatre à l'atterrissage[18],[19],[20]. Stanford sera reconnu coupable de détournement d'avion et emprisonné jusqu'en 2008[21].
- Le 19 février 1979, le vol nolisé 714 à destination de Sainte Lucie-Hewanorra, effectué avec l'aéronef C-GQBH, est pris dans un cisaillement du vent à l'atterrissage. L'appareil s'écrase, puis rebondit à deux reprises avant de s'immobiliser à 4 100 pieds du seuil de la piste[22].
- Le 29 mars 1979, un F-27 effectuant le vol 255 à destination de Montréal-Dorval s'écrase quelques minutes après le décollage de l'aéroport de l'Ancienne-Lorette, faisant 17 morts et 7 blessés[23].
- Le 20 juillet 1986, l'un des moteurs du Boeing 737 effectuant le vol 461 à destination de Wabush est percuté par une mouette, causant une perte de puissance. L'appareil s'immobilise dans un marais, à 200 pieds de la piste[24].

## Dans la chanson
Le nom de la compagnie est mentionné dans les paroles de la chanson Lindberg, écrite par Claude Péloquin et interprétée par Robert Charlebois et Louise Forestier, figurant dans l'album, paru en 1968, Robert Charlebois avec Louise Forestier : « […] Alors chu r′parti / 
Sur Québecair, Transworld, Northern, Eastern, Western pis Pan American […] ».